# Tierra Santa, Baja California
Tierra Santa är en ort i Mexiko.   Den ligger i kommunen Ensenada och delstaten Baja California, i den nordvästra delen av landet, 2 200 km nordväst om huvudstaden Mexico City. Tierra Santa ligger 325 meter över havet och antalet invånare är 107.
Terrängen runt Tierra Santa är kuperad åt nordost, men åt sydväst är den platt. Runt Tierra Santa är det glesbefolkat, med 8 invånare per kvadratkilometer. Närmaste större samhälle är Ensenada, 19,3 km söder om Tierra Santa. Omgivningarna runt Tierra Santa är i huvudsak ett öppet busklandskap.